# Fetus
Un fetus és un vertebrat vivípar que s'està desenvolupant. Aquest desenvolupament transcorre des del moment en què es completa l'etapa embrionària i fins abans que es produeixi el naixement. Durant la vida fetal no es formen òrgans o teixits nous, sinó que maduren els que ja existeixen.

## En l'espècie humana
En aquesta etapa ja el fetus ha passat l'etapa embrionària, de formació de nous òrgans i sistemes, i passa a enfortir, progressant en el seu creixement i desenvolupament com a ésser humà. Les cèl·lules mare que en l'etapa embrionària es van dividir en 3 capes, comencen el procés de creació de la massa encefàlica, el cor i els pulmons, també es van formant les cavitats auditives, per finalment formar les extremitats i els músculs i òrgans restants.

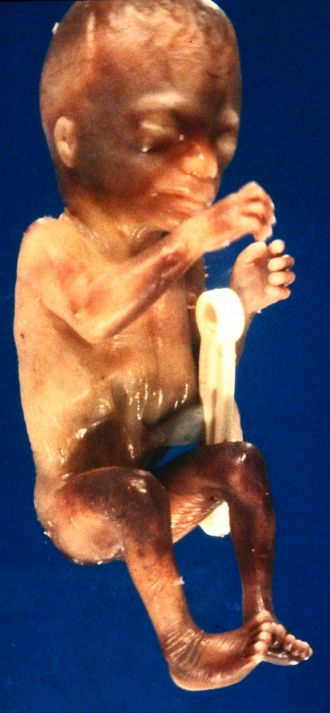
Fetus de 13 setmanes
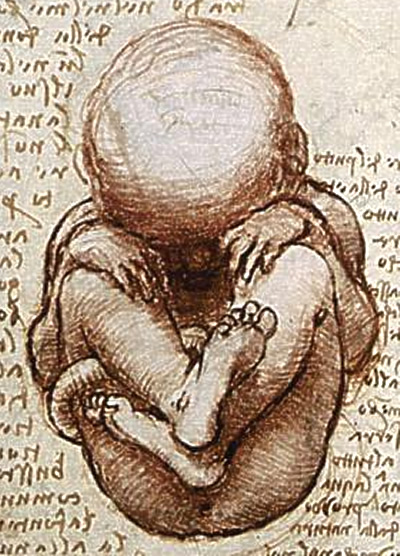
Fetus humà

### Sistema circulatori
El sistema circulatori del fetus humà funciona de manera diferent del d'un humà nascut, principalment a causa que els pulmons no s'utilitzen. El fetus obté oxigen i nutrients de la seva mare a través de la placenta i el cordó umbilical. A més en el cor l'aurícula esquerra i la dreta es troben comunicades.
El sistema circulatori d'un fetus humà batega diferencialment al dels humans nascuts, principalment perquè els pulmons no són funcionals: el fetus obté oxigen i altres nutrients de la mare per la placenta i el cordó umbilical.

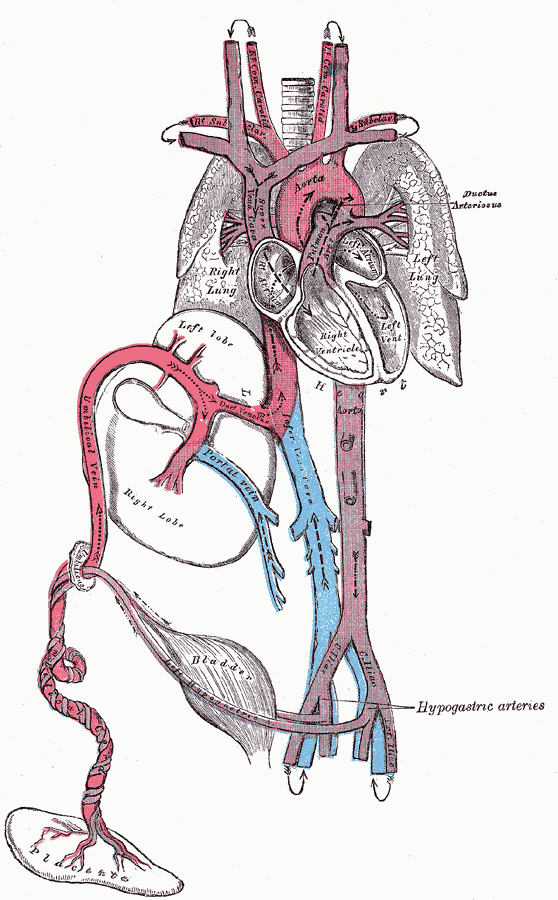
Diagrama del sistema circulatori d'un fetus humà

La sang de la placenta és portada al fetus per la vena umbilical. Prop de la meitat entra pel ductus venosus fetal, ia la vena cava inferior, mentre l'altra meitat entra al mateix fetge des de la seva vora inferior. La branca de la vena umbilical que alimenta el lòbul dret del fetge, primer s'ajunta amb la vena portal hepàtica. La sang després es mou a la dreta del cor. En el fetus, hi ha una obertura entre les aurícules dreta i esquerra (el foramen oval), i molta de la sang flueix de l'aurícula dreta a l'esquerra, un bypass de circulació pulmonar. La majoria de la sang flueix a l'interior del ventricle esquerre d'on és bombat a través de l'aorta al cos. Alguna d'aquesta sang va de l'aorta a les artèries ilíaques internes i les artèries umbilicals, i retorna a la placenta, on el diòxid de carboni i altres productes de rebuig del fetus s'expulsen al torrent sanguini de la dona.

Sistema circulatori mare/fetus

Una mica de la sang de l'aurícula dreta no entra a l'esquerra, però ho fa al ventricle der. i és bombat a l'artèria pulmonar. En el fetus, hi ha una especial connexió entre l'artèria pulmonar i l'aorta, anomenat el ductus arteriosus, que direcciona molta d'aquesta sang fora dels pulmons (que no estan sent usats per respirar, ja que el fetus està suspès en  fluid amniòtic).

#### Desenvolupament postnatal
Amb el seu primer respir en néixer, el sistema canvia sobtadament. La resistència pulmonar es redueix dramàticament. Més sang es mou de l'aurícula dreta cap al ventricle dret i dins de les artèries pulmonars, i en flueix menys a través del  foramen oval cap a l'aurícula esquerra. La sang dels pulmons passa a través de les venes pulmonars a l'aurícula esquerra, incrementant-ne la pressió. La pressió disminueix en l'aurícula dreta, i s'incrementa en l'esquerra, empeny cap al septum primum contra el septum secundum, tancant el foramen oval, que ara es converteix en fossa oval. Això completa la separació del sistema circulatori en dues meitats: la dreta i l'esquerra.